# Casa Bac
La Casa Bac és una obra noucentista de Cervera (Segarra) inclosa a l'Inventari del Patrimoni Arquitectònic de Catalunya.

## Descripció
Edifici dividit en tres plantes. A la planta baixa hi ha una gran porta d'un establiment comercial. A la primera planta presenta una balconada que alterna les formes còncaves i convexes amb barana de ferro forjat amb elements corbats. També s'obren dues finestres. La segona planta és idèntica a la primera. La construcció es remata amb un fris amb motius florals i medallons. Pel damunt hi ha una cornisa amb mènsules i boles superiors. Als costats de la casa hi ha unes franges verticals que imiten carreus.